# Нуес-де-Ебро
Нуес-де-Ебро (ісп. Nuez de Ebro) — муніципалітет в Іспанії, у складі автономної спільноти Арагон, у провінції Сарагоса. Населення — 801 особа (2010).
Муніципалітет розташований на відстані близько 290 км на північний схід від Мадрида, 17 км на схід від Сарагоси.

## Демографія
Динаміка населення (INE ):